# Selenidioides mesnili
Selenidioides mesnili is een soort in de taxonomische indeling van de Myzozoa, een stam van microscopische parasitaire dieren. Het organisme komt uit het geslacht Selenidioides en behoort tot de familie Selenidioididae. Selenidioides mesnili werd in 1909 ontdekt door Brasil.